# Filmklappe

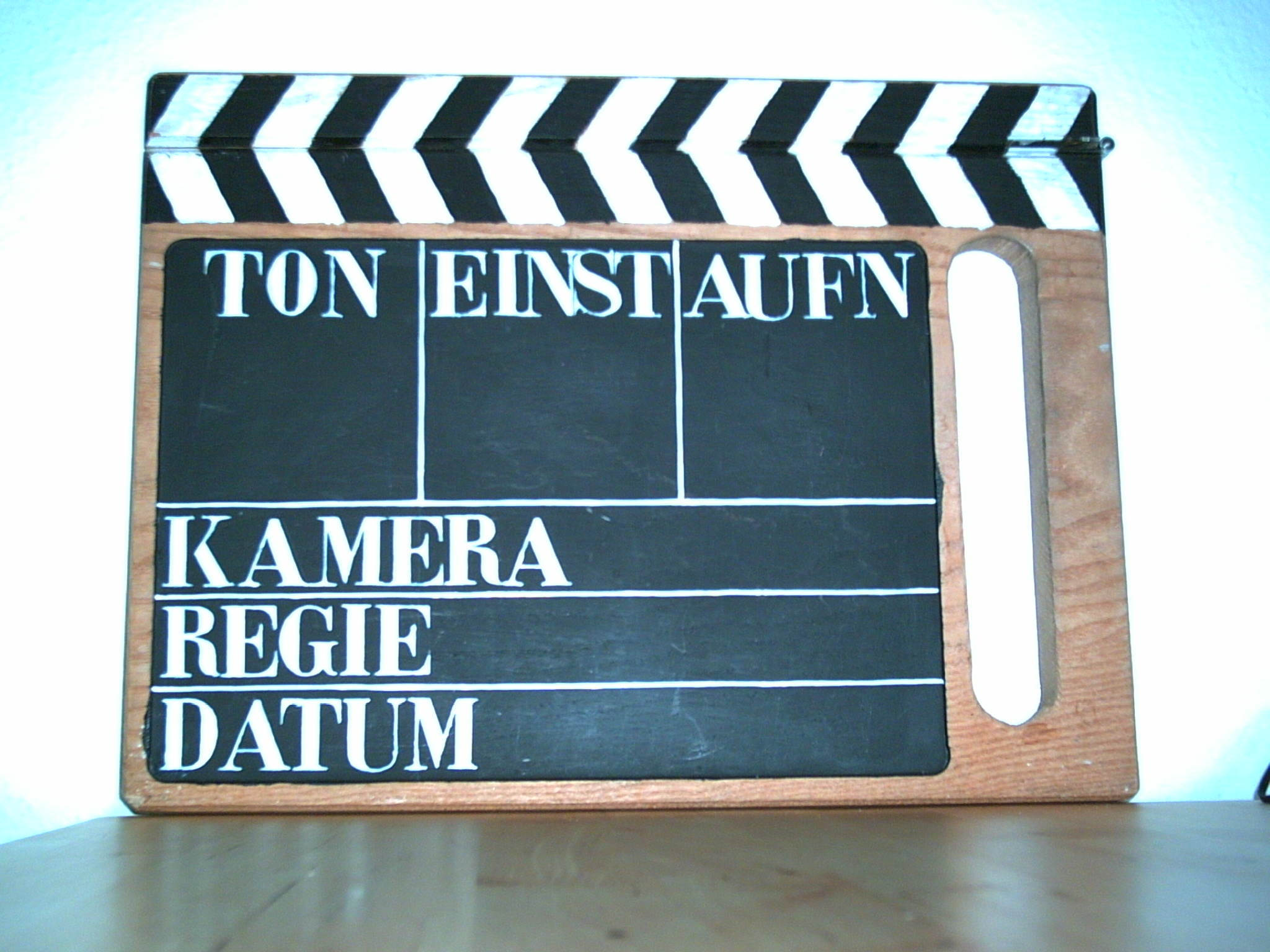
Traditionelle Synchronklappe aus Holz

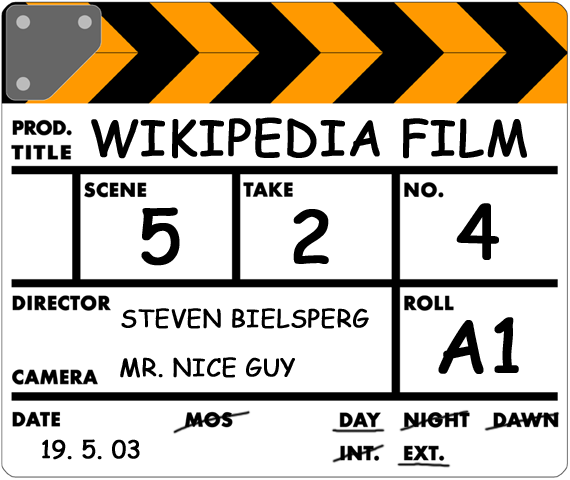
Illustration einer Filmklappe

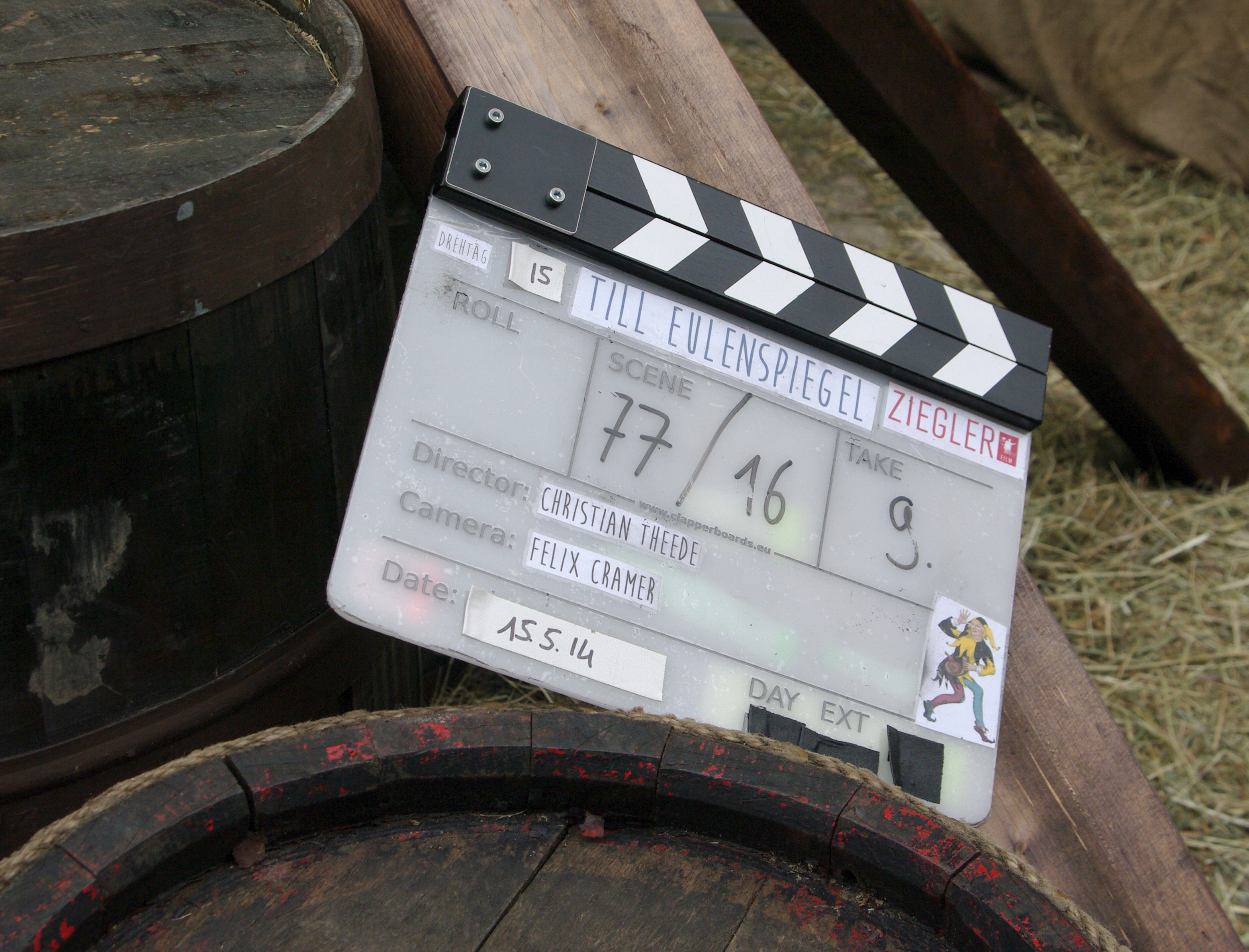
Filmklappe im Einsatz

Eine Filmklappe (fälschlich oft Regieklappe, korrekt Synchronklappe) (engl. Clapperboard) oft auch Film-Schindel und Regisseur Film Schindel, ist ein Hilfsmittel bei der Produktion eines Films, um Bild und Ton im Schneideraum zu synchronisieren und die einzelnen Einstellungen eines Films eindeutig zu kennzeichnen.

## Zweck
Bei Filmproduktionen werden Bild und Ton häufig mit getrennten Geräten aufgezeichnet. Daher braucht man beim Schnitt einen eindeutigen Bezugspunkt, also eine Synchronmarke, um den Ton an der richtigen Stelle mit dem Bild zu koppeln (anzulegen). Dieser Bezugspunkt wird mit Hilfe der Synchronklappe in Bild und Ton gesetzt. Er befindet sich dort, wo im Bild die Balken der Klappe geschlossen sind und im Ton das Schlaggeräusch zu hören ist.
Eine Synchronklappe benötigt man nur bei getrennter Aufnahme von Bild und Ton (Zweibandton, szenische Dreharbeiten). Da heute bei Dokumentar- und journalistischen Aufnahmen in der TV-Berichterstattung Bild und Ton meist gemeinsam auf einem Speichermedium aufgezeichnet werden, werden hier Synchronklappen in der Regel nicht gebraucht.
Die Beschriftung der Klappe dient auch dazu, die einzelnen Aufnahmen bei allen Arbeitsprozessen zu identifizieren. Diese Beschriftung wird vor dem Schlagen der Klappe durch einen Produktionsmitarbeiter (häufig 2. Kameraassistent / Materialassistent oder Praktikant aus dem Kamera- oder Tondepartment) vorgelesen, um die auf der Klappe enthaltenen Daten zur Identifikation auch auf dem Tonträger zu haben.
Wenn ein Schlagen der Klappe am Anfang der Aufnahme nicht möglich ist (z. B. weil die Einstellung in Dunkelheit beginnt oder sich das zu filmende Objekt zu nahe an der Kamera befindet), kann es auch am Ende der Aufnahme erfolgen; man spricht dann von einer Schlussklappe. Um diese visuell von einer Anfangsklappe zu unterscheiden, ist es üblich, die Schlussklappe auf den Kopf gedreht zu schlagen.

## Beschriftung
Während des Drehs stehen unverändert auf der Filmklappe: Filmtitel (Production Title), Namen von Regisseur (Director) und Kameramann (Camera).
Die übrigen Angaben werden ständig – entsprechend der zu drehenden Einstellung – verändert: Einstellung zu welcher Szene (Scene) wie oft (Take) wiederholt und auf welcher Filmrolle (Roll) aufgenommen wurde. Steht vor dem Take PU (Pick-Up), so wurde eine Einstellung nur teilweise wiederholt, bzw. später eingesetzt. Die Einstellungsnummer wird vom Script/Continuity vergeben. Einstellungswechsel innerhalb einer Szene werden mit Buchstaben in alphabetischer Reihenfolge hinter der Szenennummer gekennzeichnet. Da die Buchstaben I und O leicht mit den Zahlen 1 und 0 verwechselt werden können, werden diese ausgelassen.
Zusätzlich wird angegeben, ob es sich um eine Aufnahme bei Tag (Day), Nacht (Night) oder Dämmerung (Dawn) handelt. Weiterhin wird zwischen Außenaufnahme (Ext.) und Innenaufnahme (Int.) unterschieden. St (stumm) oder MOS (Motion Only Shot, falsch auch Mit Ohne Sound) bedeutet, dass es sich um eine Stummfilmaufnahme handelt, Date gibt das Datum an.
Die jeweiligen Angaben werden mit einem Whiteboard-Marker oder mit Kreide auf die Klappe geschrieben und können leicht mit einem weichen Tuch oder auch mit der Hand weggewischt werden.

### Plexiglas-Klappen
Probleme mit unterbelichteten Klappen lassen sich vermeiden, wenn man moderne Klappen aus weißem oder halb-transparentem Plexiglas verwendet. Beschriftet werden sie mit abwischbaren Filzmarkern.
Plexiglas-Klappen eignen sich besonders für Aufnahmen mit starkem Gegenlicht. Während auf eine normale Klappe nicht genügend Licht fällt, um mit der eingestellten Blende aufgenommen zu werden, lässt eine Plexiglas-Klappe von hinten Licht durchscheinen und ermöglicht das Filmen der Klappe, ohne dass Beleuchtung oder Blende verändert werden müssen. Des Weiteren erweisen sich Plexiglasklappen in der Praxis als haltbarer und langlebiger als Holzklappen, da sie nicht splittern oder leicht zerbrechen.

### Timecode-Klappen

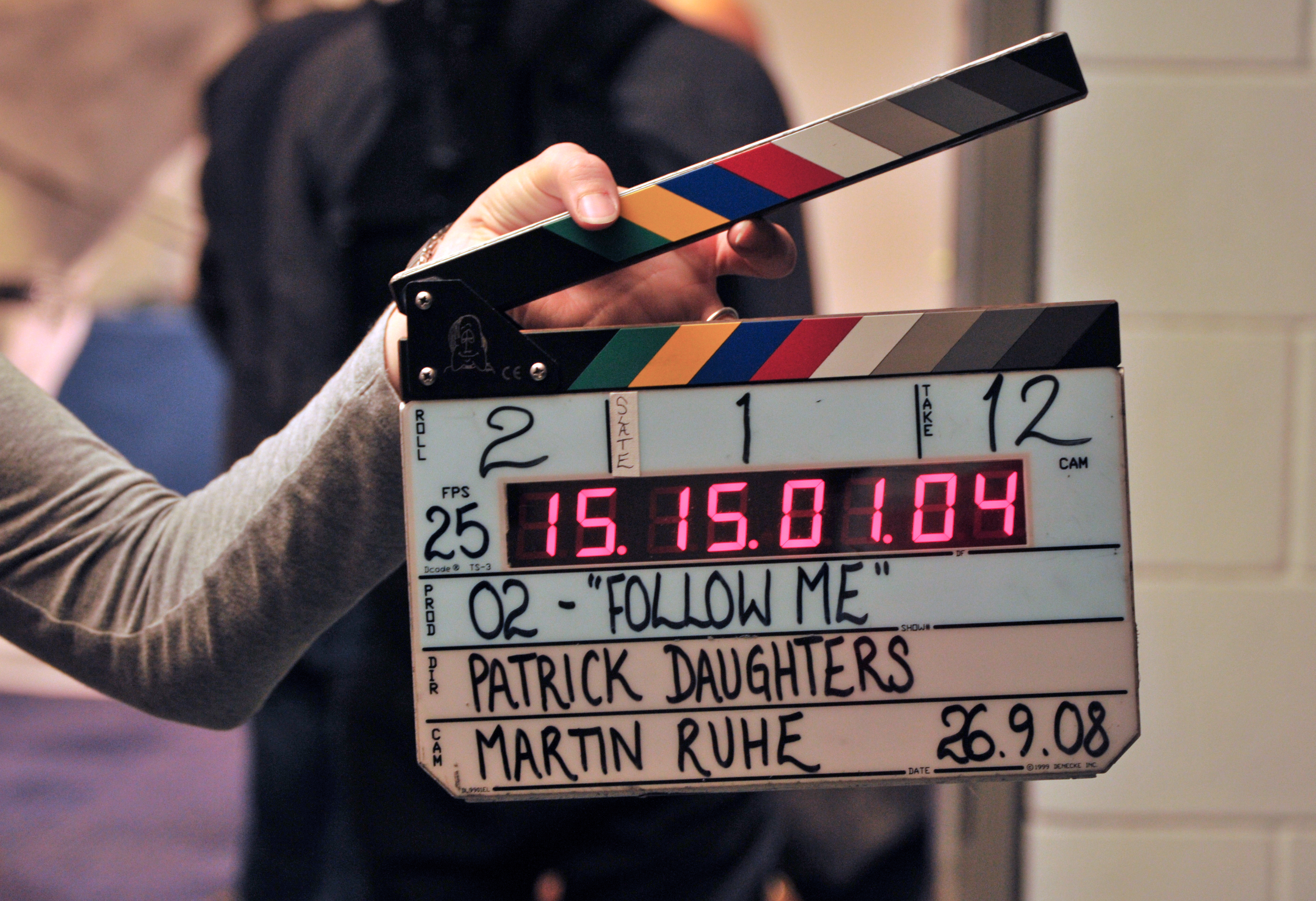
Elektronische Filmklappe

Diese elektronischen Klappen haben ein Display, auf dem der Timecode mittels LED-Ziffern angezeigt wird. Sie sind erheblich teurer, da sie ein zusätzliches Gerät benötigen, welches den exakten Timecode vom Tonaufnahmegerät an Klappe und Kamera liefert. Eingesetzt werden sie insbesondere, wenn zu einer vorproduzierten Musiknummer synchron gesungen oder eine Szene mit mehreren Kameras aufgenommen werden soll.
Um mit diesen Klappen Ton und Bild bildgenau (eine Filmsekunde hat standardmäßig 24 + 1 Bilder) zu synchronisieren, zeigen die meisten Timecode-Klappen statt Hundertstelsekunden einen Zählwert von 0 bis 23.

## Ähnliche Hilfsmittel
Zu Zeiten, da auch in der aktuellen Berichterstattung oder beim Dokumentarfilm noch mit Film und separatem Tonband gearbeitet wurde, benötigte man auch hier Synchronmarken in Bild und Ton. Häufig war dabei der Gebrauch einer Filmklappe unpraktikabel, weil ihre Handhabung zu umständlich war oder kein Mitarbeiter zur Verfügung stand, der die Klappe schlagen konnte. Hier wurden die erforderlichen Synchronpunkte auf andere Weise markiert. So gab es beispielsweise kleine, handflächengroße Geräte, die auf Knopfdruck gleichzeitig ein akustisches und mit einer kleinen Lampe oder LED ein optisches Signal erzeugten. Diese Signale wurden mit Mikrofon und Kamera aufgenommen. Mitunter behalf man sich auch damit, vor laufender Kamera und Mikrofon in die Hände zu klatschen oder zu Beginn einer Einstellung gegen das ins Bild gehaltene Mikrofon zu klopfen.

### Slate
Werden Bild und Ton nicht mit getrennten Geräten aufgenommen oder der Ton gar nicht aufgenommen, wird kein optisch-akustisches Klappsignal gebraucht. In diesem Fall werden Szenedaten auf einer einfachen Tafel (engl. slate) vermerkt, die von der Kamera aufgenommen wird. Slates werden auch bei Fotoaufnahmen zur Trennung und Unterscheidung von Aufnahmesequenzen verwendet. Bei fotografischen Dokumentationen können auf der Slate Linearmaßstäbe, auch ein Nordpfeil angebracht sein, um Abmessungen und Lage im Raum des Objektes darzustellen.

### Apps
Darüber hinaus gibt es für verschiedene mobile Betriebssysteme (z. B. iOS oder Android) Klappen-Apps. Diese dienen nicht nur als Ersatz für eine herkömmliche Klappe, sondern können, je nach App, darüber hinaus noch für die Erfassung von begleitenden Informationen zur Aufzeichnung genutzt werden. So bieten viele Apps die Führung einer Takeliste an inklusive Markierung der „guten“ und „schlechten“ Takes (dies wird bei einer herkömmlichen Klappe meist parallel handschriftlich notiert) und weitere drehorganisatorische Funktionen. Diese Apps bieten aber nur einen bedingten Ersatz, da der sonst durch die (Holz-)Leisten gegebene akustisch-optische Synchronpunkt von den Apps nur durch eine Animation ersetzt wird. Dies kann je nach App unterschiedlich sein (z. B. wird das gesamte Display rot und es ertönt ein „Piep“ oder die Leisten werden im Display animiert dargestellt, als würde man eine echte Klappe schlagen und es ertönt ein „Klack“). Diese Animation wird in jedem Fall über das Display des Gerätes dargestellt, das a) eine eigene, meist nicht zu ändernde Bildwiederholfrequenz hat, die nicht zur verwendeten Bildrate der Kameraaufzeichnung passen muss, und b) nur bedingt auf den Kamera- und Soundrekorder-Takt synchronisiert werden kann. Das führt dazu, dass die optische Animation und der abgespielte Toneffekt meist nicht zu 100 % synchron erscheinen. Legt man in der Postproduktion nun auf Basis dieser beiden Signale den Take an, so kann es vorkommen, dass der eigentliche Take nicht synchron ist. Eine Klappen-App wird daher in der Praxis oft nur als Ersatz bzw. primär zum Mitschreiben der Takeinformationen verwendet und dient lediglich der Orientierung zur Synchronisation.

### Klappe mit Handyhalterung
Es gibt herkömmliche Klappen, die eine Haltevorrichtung für ein Tablet oder Smartphone haben und auf den Klappenschlag reagieren. So kann man in der Praxis das „Intelligente“ mit dem „Herkömmlichen“ verbinden und erhält einen sauberen Synchronpunkt.